# Preperonidella tabasensis
Preperonidella tabasensis (лат.) — вид вымерших известковых губок из семейства Endostomatidae отряда Stellispongiida. Известен по ископаемым остаткам из отложений формации Кале-Дохтар-Лаймстоун в Иране, относящихся к юрскому периоду (келловей — оксфорд). Научно описан Бабой Сеноубари-Дарьяном, Францем Фурсичем и Курошем Рашиди в 2020 году; видовое название происходит от наименования ближайшего к месту обнаружения остатков города — Тебеса.

## Диагноз
Senowbari-Daryan et al., 2020 дали следующий диагноз:

Высокая коническая грубка с несколькими выступами. Вверху губки появляются наросты. На каждом выступе имеется оскулум и спонгоцель. Выдыхательные и вдыхательные каналы отсутствуют. Водяной ток проходит через систему межволоконных каналов. Стенка губки состоит из сетчатого волокнистого каркаса. Часть эпитеки может развиваться у основания.
Оригинальный текст (англ.)High conical sponge with several protuberances. Excrescences take place at the top of the  sponge. Each  protuberance  with  its  own  osculum and spongecoel. Without inhalant and exhalant canals. Water current passes through the interfibre canal system. Sponge wall composed of a reticulate fibre skeleton. An epiteca part may be developed at the base.